# Staphylinus
Genre
Staphylinus (les staphylins) est un genre d'insectes coléoptères qui comprend environ 50 espèces en Europe.
Ils sont caractérisés par un abdomen allongé très mobile terminé par des cerques en forme de crochets et des élytres très courts qui le découvrent presque entièrement. Malgré cela les ailes postérieures sont bien développées et la plupart des espèces volent très correctement.
Les staphylins sont nécrophages ou carnivores, à l’âge adulte comme à l’état de larve. Ils chassent jour et nuit, à l’affût ou activement, au sol ou sur la végétation basse. Certaines espèces comme Ocypus olens sont prédatrices des limaces, escargots, de petits insectes comme la cochenille, de larves et d'acariens, et sont considérés à ce titre comme utiles au jardin. 

## Liste d'espèces
En Europe, selon Fauna Europaea (20 aout 2015) :
- Staphylinus agarici
- Staphylinus anceps
- Staphylinus arnicae
- Staphylinus caesareus
- Staphylinus cantharellus
- Staphylinus carinthiacus
- Staphylinus compressus
- Staphylinus cursor
- Staphylinus cyanipennis
- Staphylinus dimidiaticornis
- Staphylinus domicellus
- Staphylinus erythropterus
- Staphylinus floreus
- Staphylinus formicarius
- Staphylinus fuscicornis
- Staphylinus glaucus
- Staphylinus hellebori
- Staphylinus ignavus
- Staphylinus latus
- Staphylinus limbatus
- Staphylinus macropterus
- Staphylinus marginalis
- Staphylinus medioximus
- Staphylinus melanocephalus
- Staphylinus melanophtalmos
- Staphylinus melanurus
- Staphylinus minor
- Staphylinus minutus
- Staphylinus obscurus
- Staphylinus oculatus
- Staphylinus propinquus
- Staphylinus punctatus
- Staphylinus puncticollis
- Staphylinus pusillus
- Staphylinus pygmaeus
- Staphylinus quentzeli
- Staphylinus rhyssostomus
- Staphylinus rubellus
- Staphylinus rubricollis
- Staphylinus rubricornis
- Staphylinus ruficornis
- Staphylinus rufipes
- Staphylinus saxatilis
- Staphylinus thoracicus
- Staphylinus turfosus
- Staphylinus velox

Selon NCBI (20 aout 2015) :
- Staphylinus caesareus
- Staphylinus dimidiaticornis
- Staphylinus erythropterus
- Staphylinus hottentotus